# هنری هیو آرمستد

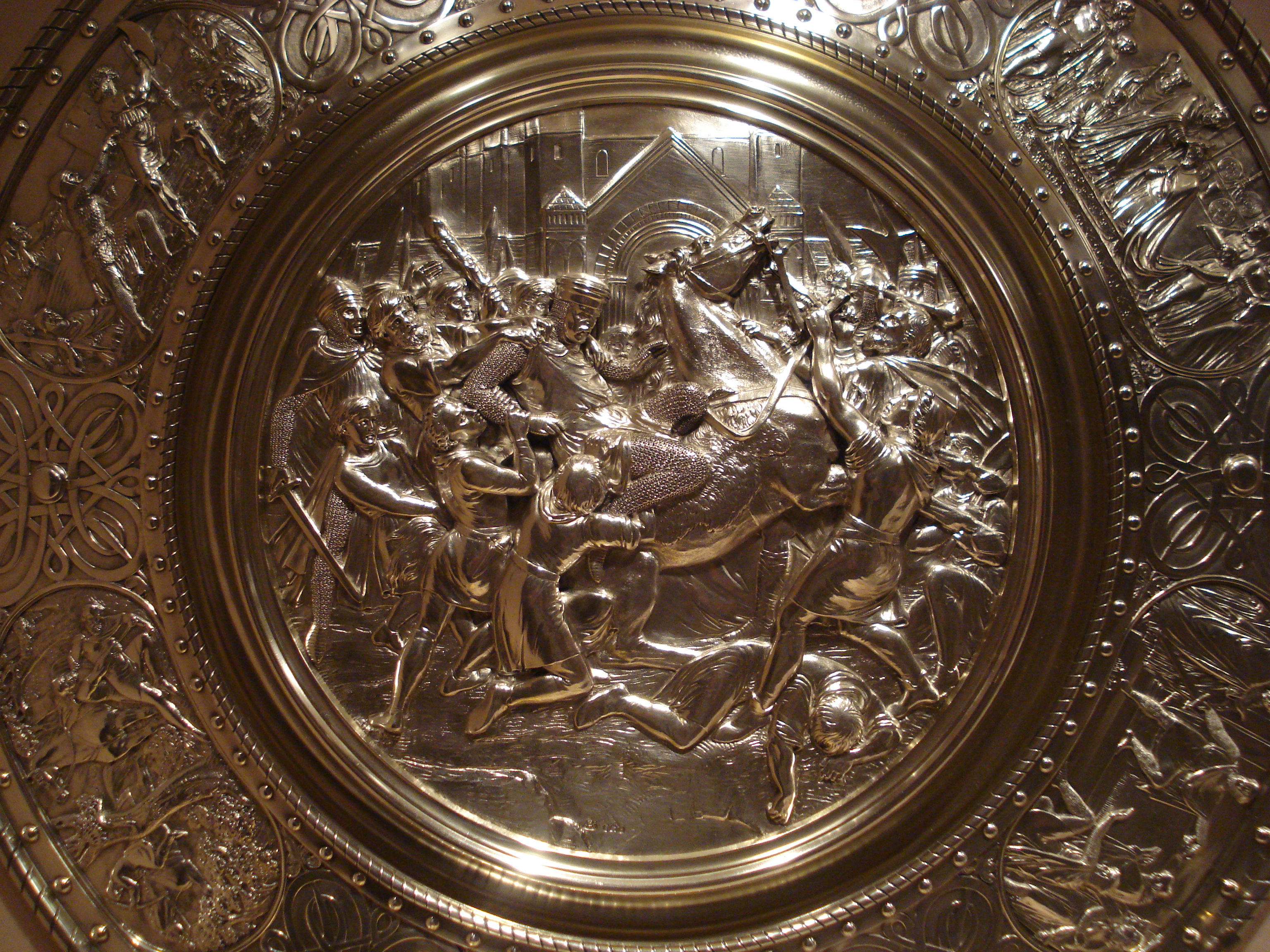
لوح قهرمانی مسابقات سوارکاری استاک‌بریج، طراحی شده توسط هنری هیو آرمستد

هنری هیو آرمستد (به انگلیسی: Henry Hugh Armstead) (۱۸۲۸-۱۹۰۵) تصویرگر و مجسمه‌ساز انگلیسی زادهٔ لندن بود.
از شناخته‌شده‌ترین کارهای او می‌توان به برجسته‌کاری‌ها و تندیس‌های برنزی بنای یادبود آلبرت در لندن، فوارهٔ کینگز کالج در کمبریج و تزئینات پشت محراب کلیسای وست‌مینستر اشاره نمود.